# Arikokaha
Arikokaha est une sous-préfecture de la Côte d'Ivoire appartenant au département de Niakara, du district de la Vallée du Bandama et dans la région du Hambol’,.